# Åboravinens naturreservat
Åboravinens naturreservat är ett naturreservat i Nyköpings kommun i Södermanlands län.
Området är naturskyddat sedan 2022 och är 74 hektar stort. Reservatet ligger invid och väster om sjön Virlången och består av ravinskog, granskog, tallskog, sjö och vattendrag, sumpskog samt rikkärr. 